# Липицанери
Липицанери (словен. Lipicanci) су светски позната раса словеначких коња, који су одгајени у крају Липица. Раса је настала 1580. године у истом граду у тадашњој Хабзбуршкој монархији.
Око липицанера се води расправа са Аустријом о њиховој припадности. Основу за узгој те расе су дали домаћи крашки, шпански и касније арапски коњи. Узгајање јаких коња у Красу, је имало традицију још од римског доба.
Кобиларницу Липица је установио аустријски надвојвода Карло, тадашњи регент тих крајева. Село Липица је откупио од тршћанског надбискупа. Имао је план да у Липици узгоји елегантне и добре коње за јахање, који су били потребни у коњушарници у Грацу (Graz), где је Карло имао своју резиденцију.
Први управник кобиларнице је 1585. године постао Словенац Франц Јурко. Прве шпанске коње су добили 1580. године а у наредним годинама су увезли још коња из Палестине. Велики утицај на расу је имао 1701. године набављени коњ Кордоба. Довели су још немачке и данске коње из краљевске кобиларнице Фредериксборг.
Данас је одржано пет линија а то су Плуто(Pluto), Наполитано(Neapolitano), Конверзано(Conversano), Маестозо(Maestoso) и Фејвори(Favory). Године 1816. своју крвну линију основао је и арапски коњ (Siglavy).
Традиција узгоја коња липицанера уписана је 2022. године на Унескову листу нематеријалног културног наслеђа човечанства.

## Историја
Преци липицанера могу се пратити до око 800. године нове ере. Најранији претходници липицанера настали су у седмом веку када су Маври довели берберске коње у Шпанију и укрстили их са домаћим шпанским сојевима. Резултат је био андалузијски коњ и друге иберијске расе коња.
До шеснаестог века, када су Хабзбурговци владали и Шпанијом и Аустријом, моћан, али окретан коњ био је пожељан за војне сврхе и за употребу у модерним и брзо растућим школама јахања за племство средње Европе. Стога је 1562. године хабзбуршки цар Максимилијан II довео шпанске андалузијске коње у Аустрију и основао дворску ергелу у Кладрубу. Године 1580, његов брат, надвојвода Карло II, владар Унутрашње Аустрије, основао је сличну ергелу у Липици, која се налази у данашњој Словенији, по којој је пасмина и добила име. Када је основана ергела, Липица се налазила у општинским границама Трста, аутономног града под хабзбуршким суверенитетом. Само име села потиче од словеначке речи липа.
У Липици су укрштани шпански, берберски и арапски коњи, а наредне генерације су укрштане са сада изумрлом напуљском пасмином из Италије и другим барокним коњима шпанског порекла добијеним из Немачке и Данске. Док се приплодни сток размењивао између две ергеле, Кладруб се специјализовао за производњу тешких коња, док су јахаћи и лаки коњи долазили из ергеле Липице.
Почевши од 1920. године, Пибер Федерал ергела, близу Граца, Аустрија, постала је главна ергела за коње који се користе у Бечу. Узгој је постао веома селективан, дозвољавајући само пастувима који су се доказали у школи јахања да се користе за приплод, и само кобилама које су прошле ригорозно тестирање перформанси.

### Фондацијски коњи
Данас је осам темељних линија за липицанере признато од стране разних регистара, који их називају „династије“. Они су подељени у две групе. Шест трагова класичних темељних пастува које је ергела Липица користила у осамнаестом и деветнаестом веку, а две додатне линије нису коришћене у Липици, али су их користиле друге ергеле унутар историјских граница Хабзбуршког царства.
Шест „класичних династија“ су:
- Плутон: сиви шпански пастув из Краљевске данске ергеле, ождребљен 1765.[8]
- Конверсано: црни напуљски пастув, ождребљен 1767.[8]
- Маестосо: сиви пастув из ергеле Кладруб са шпанском браном, ождребљен 1773. године, данашњи потомци воде се преко Маестоса X, ождребљеног у Мађарској 1819. године[12]
- Фавори: сиви пастув из ергеле Кладруб, ождребљен 1779. године[8]
- Наполитано: заливски напуљски пастув са Полесина, ождребљен 1790. године[8]
- Сиглави: сиви арабијски пастув, пореклом из Сирије, ождребљен 1810.[13]

Две додатне линије пастува налазе се у Хрватској, Мађарској и другим источноевропским земљама, као и у Северној Америци. Међународна федерација Липицанера их прихвата као једнаке са шест класичних линија. Оне су:
- Тулипан: Црни пастув барокног типа и шпанског педигреа ождребљен око 1800. године из хрватске ергеле Терезовац, власништво грофа Јанковић-Бесана.[12]
- Инситато: пастув шпанске лозе ождребљен 1802. године, узгојен у Трансилванији од стране грофа Бетлена и продат мађарској ергели Мезехеђеш[12]

Неколико других линија пастува је изумрло током година, али су коришћене у раном узгоју коња. Поред основних линија пастува, постојало је 20 „класичних“ линија кобила, од којих 14 постоји данас. Међутим, разне липицанерске организације признају до 35 линија кобила.
Традиционални обрасци именовања се користе за пастуве и за кобиле, што захтевају регистри пасмина липицанера. Традиционално се пастувима дају два имена, при чему је прво линија оца, а друго име кобиле. На пример, „Маестосо Аустрија” је коњ кога је Маестосо Тромпета добио од кобиле по имену Аустрија. Линија оца коња води до оснивачког оца Маестосо. Имена кобила су изабрана да буду „комплементарна традиционалним називима липицанерских линија“ и морају се завршавати словом „а“.

### Шпанска школа јахања
Светски позната шпанска школа јахања користи високо обучене пастуве липицанера у јавним наступима који демонстрирају класичне дресурне покрете и обуку. Године 1572, изграђена је прва шпанска сала за јахање, за време Аустријског царства, и најстарија је те врсте на свету.  Шпанска школа јахања, иако се налази у Бечу, Аустрија, име је добила по изворном шпанском наслеђу коња. Године 1729, Карло VI је наручио изградњу Зимске школе јахања у Бечу, а 1735. је завршена зграда која је и данас дом Шпанске школе јахања.

## Липицанери у популарној култури
Липицанери се често појављују у разним филмовима. Својих „5 минута славе“ су добили у холивудском филму Црвена плима (енгл. Crimson tide), где се на запрепашћење познаватеља, Дензел Вошингтон и Џин Хекман такође свађају око њиховог порекла, само да ли су у питању биле Шпанија и Португал, а не Словенија и Аустрија.
У новим предлозима за словеначку заставу је и предлог са тробојницом и липицанером.
Липицанери су разлог настанка стереотипа о „Бечким коњушарима“.

## Одгајивачки стандарди
По одгајивачким стандардима Међународног удружења одгајивача Липицанера (Lipizzan International Federation), Брисел, Белгија - липицански коњи могу бити регистровани у "Studbook"-у ако воде директно порекло од осам данас признатих линија пастува: Conversano, Favory, Incitato, Maestoso, Neapolitano, Pluto, Siglavy и Tulipan, затим липицански коњи који воде порекло од приплодних пастува који су коришћени у приплоду у ергели Липице у периоду од 1580. до 1915. године, као и липицански коњи који воде порекло од фамилија кобила (mare families, тј. од родова женских плоткиња које су одгајене на традиционални липицанерси начин) и који се могу и данас лако препознати и фенотипски су тип расе Липицанер.
Повремено коњи арапског, андалузијског, лузитанијског и кладрубијског порекла могу добити педигре Липицанера под условом да су настали укрштањем са традиционално признатим пастувима ("Пастуви зачетници расе").

## Занимљивости
Млади ждрепци липицанера су потпуно црни, а кад порасту сви су потпуно бели.